# Zoossadismo
O zoossadismo é uma parafilia no qual o praticante sente prazer ao ver ou praticar crueldade com os animais. O zoossadismo faz parte da tríade de MacDonald, e é considerado um dos três passos fundamentais para um indivíduo se tornar um psicopata. Este termo foi designado por Ernest Bornemann.